# Stenotarsus smithi
Stenotarsus smithi es una especie de coleóptero de la familia Endomychidae.

## Distribución geográfica
Habita en México.